# Eli Stanley Jones
Eli Stanley Jones (3 de janeiro de 1884 – 25 de janeiro de 1973) foi um teólogo e missionário Metodista. Em 1963 recebeu a medalha Gandhi Peace Award.
Eli Stanley Jones nasceu em Baltimore, Maryland, em 3 de janeiro de 1884 e faleceu aos 89 anos, em 25 de janeiro de 1973, na Índia. Aos 23 anos foi como missionário metodista para a Índia onde esteve por mais de 50 anos. Foi ainda missionário na China. Amigo de Mahatma Gandhi, Stanley Jones procurava disseminar  o entendimento e a paz entre as nações. Em 1941 foi um confidente constante do presidente americano Franklin D. Roosevelt e dos líderes japoneses que tentavam evitar a guerra. Na África era chamado de O Reconciliador,  e chegou a ser indicado algumas vezes para ganhar o Prêmio Nobel da Paz  por seu trabalho de reconciliação na Ásia, na África, e entre o Japão e os EUA.
Stanley Jones marcou a história de missões com seu método que destacava o valor do grupo, e com os muitos livros que escreveu sobre a intimidade com Deus, o poder e a vitória que Ele nos dá, mesmo nas situações mais adversas. “Somos servos exclusivamente do Senhor e, assim como Paulo, em Filipenses 2.1-11, devemos, com humildade, colocar o outro na frente, edificar o outro e amar o outro, a ponto de servi-lo com o sacrifício de si mesmo”.
Pelo menos, duas vezes, Stanley Jones esteve no Brasil, em Campinas na década de 20, e na década de sessenta, no Rio de Janeiro e em São Paulo, em um Ministerial da Igreja Metodista.
Stanley Jones  pregou mais de 60 mil sermões, e escreveu 28 livros, os mais conhecidos no Brasil  foram: “Jesus Cristo é Senhor”, “Cristo e o sofrimento humano”, “O Caminho”, “A Conversão”, “O Cristo de todos os caminhos”, “Quando a tristeza chega”. Conhecido comoo Cavaleiro do Reino de Deus, ele também foi chamado de Apóstolo de Cristo às Índias.
Na noite de 7 de dezembro de 1971, com a idade de 88, Dr. Stanley Jones sofreu um derrame que imobilizou seu braço e perna esquerdos, bem como o lado direito de seu rosto. Sua visão também foi afetada. A voz quase silenciou, reduziu-se a sons indistintos. Ele foi gravemente prejudicado em seu discurso, mas ditou para um gravador seu último livro “A resposta Divina – o Divino Sim”. “Creio que Deus está me dizendo: Estou lhe devolvendo a sua vida para um período de demonstração, bem no final, de modo que um observador atento possa ver se há algo nela.” Dizendo sim à vida, ele reaprendeu a andar e a falar, para a surpresa dos médicos. Ele chegou até mesmo a pregar com o zelo característico de todo o seu ministério. Mesmo tendo tido seus movimentos, visão, voz e audição muito prejudicados, ele ainda voltou à Índia e pregou ainda mais de 50 vezes antes de sua morte.
Podemos constatar por alguns extratos de seu diário nos últimos 12 meses de vida, a extraordinária atitude cristã deste homem de Deus:
Dezembro de 1971
“Surpreendente foi o fato de que, juntamente com este derrame, veio, sem qualquer dúvida, a atitude que eu deveria assumir. Eu não enfrentaria isto de uma maneira qualquer, mas triunfante e vitoriosamente!
Janeiro de 1972
“Tenho recebido milhares de cartas desde o meu derrame. Uma delas veio de um cristão muito devoto, e dizia: ‘Prezado amigo, fiquei imensamente desapontado e desanimado ao saber que um filho de Deus como você, que deu toda a sua vida para servir ao seu Redentor, nosso Senhor Jesus Cristo, tivesse este ataque imobilizador.’ Ele achava que se você for sempre justo, será eximido de todas as coisas que as outras pessoas têm de enfrentar. Este homem representa muitos. É o problema de Jó, mais uma vez.”
Maio de 1972
“Já se passaram seis meses de vida desde o derrame. Não li um única coisa nestes seis meses, embora alguns amigos gentis tenham lido para mim. Vejo através de uma névoa. Só fui capaz de me virar de um lado para outro na cama uma única vez, e só no primeiro mês. Minha fala está grossa e às vezes confusa, mas minha grande alegria é que este derrame não afetou o lado direito do meu cérebro. A primeira coisa que me anunciaram quando me recuperei do choque inicial foi que as células cerebrais que regem a moralidade e a inteligência estavam intactas. Percebo que a vida é boa. O mal e o sofrimento a invadiram, mas a vida, em si mesma, é boa!
Jesus veio para que eu pudesse ter vida, e vida em abundância. Ele não é apenas vida, mas vida com um Sim dentro de si, um Divino Sim. O universo e todas as coisas que nele há dizem que a vida é boa. O mal a invadiu, mas ele é um intruso. O mal é uma tentativa de viver a vida fora do Plano Divino. Isto não pode acontecer. Sempre que isto é tentado acaba mal. O que é mal é mal para nós, e o que é bom é bom para nós. Mas a vida é boa, e Jesus veio para que pudéssemos ter vida, e vida em abundância.
A resposta aos problemas da vida não é ter menos vida, e sim mais. Estou descobrindo, pela experiência e comprovação, que a pessoa pode ter mais vida dentro de si. Se eu mantiver meus olhos em Jesus, poderei dizer à vida: ‘Ora, estou curado no coração. Que a vida me traga o que há de pior ou de melhor. Eu aceitarei e o transformarei em outra coisa pela sua graça e poder’. Portanto, a comprovação está se comprovando.”
Julho de 1972
“Com o Senhor eu passei estes meses. Foram meses de comunhão, não com um princípio, pois não sou um princípio; sou uma pessoa. Tive comunhão com o Senhor. O Senhor me trouxe para o lado Sim de todas as coisas que surgiram …. Até aqui tenho passado horas com o Senhor, e não houve uma só hora de aborrecimento. Tenho estado interiormente estimulado e certo de que este é o Caminho. Não tive uma só hora de tristeza ou desânimo desde o derrame. Aceito as limitações porque elas estão abrindo a porta para que eu possua o reino e permita que ele me possua. Até agora estou satisfeito e grato. Prossigo com os compromissos.”
Janeiro de 1973
“Retornando a João 11.25, ele diz ”Eu sou a ressurreição e a vida”. Se eliminássemos o artigo a  antes das palavras vida e ressurreição, teríamos: Eu sou ressurreição e vida. Se isto significasse algo, seria: Eu sou um momento de ressurreição, mas sou também o seu princípio e poder. A Bíblia diz que aquele que está em constante contato com a ressurreição jamais morrerá. Fisicamente ele pode morrer num corpo desgastado, mas estará renovado em espírito. Tenho dito freqüentemente que quando as pessoas se reunirem em volta de mim e disserem: ‘Bem, o irmão Stanley se foi,’ eu gostaria de poder piscar para elas; e, se tiver forças suficientes, gostaria de rir e dizer: Jesus é o Senhor. Porque isto não será morte. Será uma vida mais plena. Digo isto em parte como piada, mas creio que se tornará realidade. Porque toda pessoa que está em Jesus é imortal, pois está sob o princípio e poder da ressurreição.”

Eli Stanley Jones adormeceu para estar com o Senhor apenas 25 dias depois.